# Болтасаунд

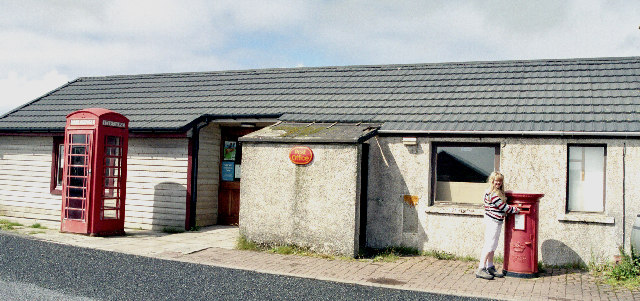
Почтовое отделение

Болтасаунд или Балтасаунд (англ. Baltasound) — деревня в центральной части острова Анст в архипелаге Шетландских островов.

## География
Расположена на берегу бухты Болта, глубоко врезанной в восточный берег острова и ограниченной с востока островом Болта.
В деревне работает автоматическая метеостанция. Максимальная температура в 25 °C зафиксирована в июле 1958 года, минимальная в −11.9 °C в феврале 2001 года.

## Экономика

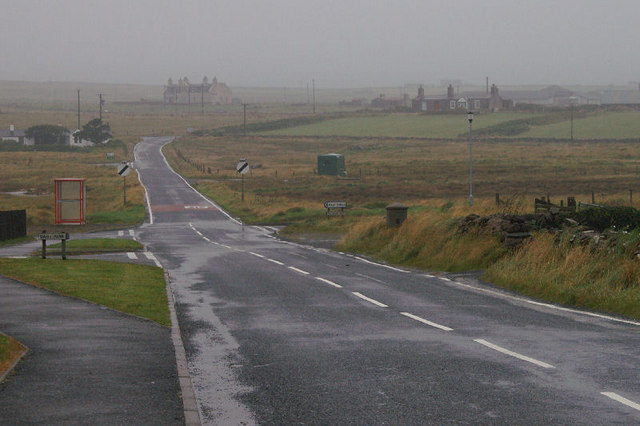
Автодорога «A968».

В деревне находится самое северное почтовое отделение Великобритании.
Автодорога «A968» связывает деревню с Харольдсуиком на севере и через две паромные переправы с островом Мейнленд на юге.
Аэродром Болтасаунд (Анст) имеет взлётную полосу длиной 600 метров.
На востоке деревни пристань и пирс.

## Политика и власть

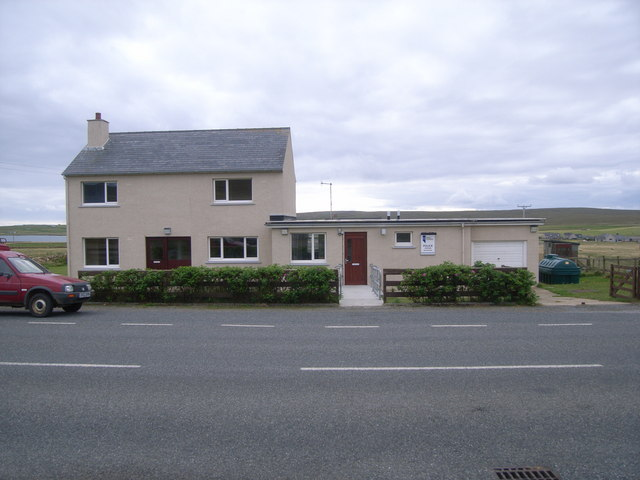
Полицейский участок в Болтасаунде.

Полицейский участок в Болтасаунде обеспечивает охрану правопорядка на острове.
Пожарно-спасательная станция в Болтасаунде со штатом в двенадцать человек имеет дело с чрезвычайными ситуациями, включая пожары и дорожно-транспортные происшествия.

## Образование

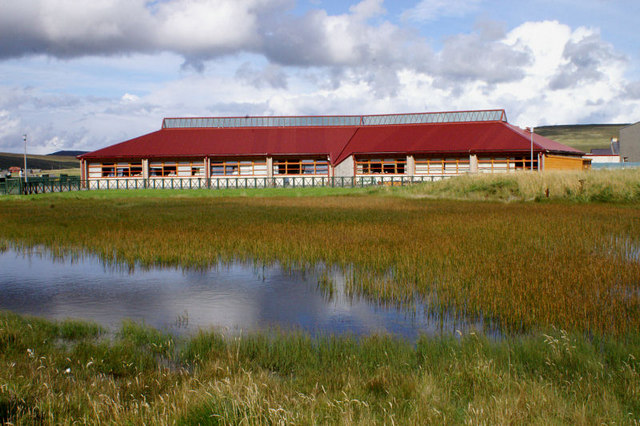
Средняя школа «Baltasound Junior High School».

В Болтасаунде работает самая северная средняя школа Великобритании «Baltasound Junior High School», 26 учащихся средних классов, 24 начальных классов, 9 в подготовительных классах (2009 год).

## Достопримечательности

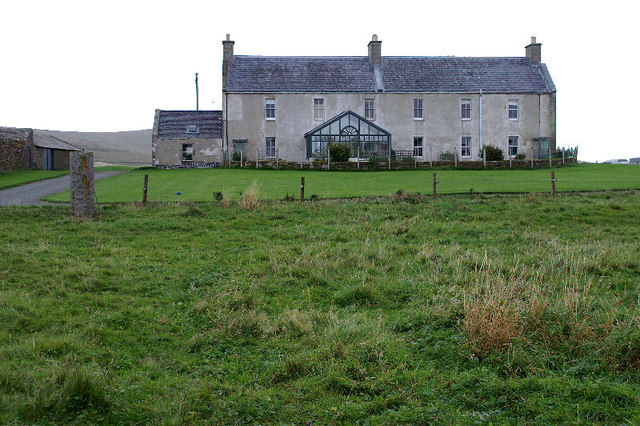
Усадьба «Банесс-Хаус».

- Усадьба «Банесс-Хаус» построена в конце XVII века. В 1971 году усадьба и окружающие её постройки были включены в список архитектурных памятников категории «B»[13].